# 香水 (電視劇)
《香水》（德語：Parfum）是一部替ZDFneo頻道製作的德國電視劇，於2018年11月14日播出。本劇意念取自徐四金的同名小說及2006年電影，此片同樣是由康斯坦丁影業製作。Netflix獲得國際播放版權，於2018年12月21日播放。而普遍國際評價對於此劇是正面的。

## 故事概述
在萊茵河下游發現了一名紅頭髮女性的屍體，她的陰部和腋下被割走。警方調查員娜嘉·西蒙（Nadja Simon）和馬提亞斯·科勒（Matthias Köhler）連同與娜嘉有婚外情的檢察官約亨·格林貝格（Joachim Grünberg），要面對從求學時就認識受害者的五名前寄宿學校同學，他們當時受小說《香水》的啟發下，對人類的氣味進行實驗。此外，當年未解決的失踪男孩案件成為關注焦點。當他的屍體被發現時，他與第一位受害者有著同樣的傷痕。甚至一名妓女被謀殺，她亦以相同的方式被殘害。與此同時，娜嘉發現格林貝格令她懷孕了，而格林貝格沒打算離開他的妻子，還要求娜嘉墮胎。當她拒絕時，他結束了這段關係。

## 演員
- 尤爾根·莫瑞爾（英语：Jürgen Maurer） 飾 馬提亞斯·科勒（Matthias Köhler）- 本案的主理探員
- 沃坦·維爾克·默林（英语：Wotan Wilke Möhring） 飾 約亨·格林貝格（Joachim Grünberg）- 本案檢察官
- 芙麗德莉可·貝許特（英语：Friederike Becht） 飾 娜嘉·西蒙（Nadja Simon）- 刑事調查員，性犯罪專家
- Siri Nase 飾 凱塔琳娜·勞費爾（Katharina“K”Läufer）- 死者，單親母親，歌手
- Christian Friedel（英语：Christian Friedel） 飾 丹尼爾·斯魯特（無牙仔）（Daniel "Zahnlos" Sluiter）- 凱塔琳娜在寄宿學校時同學
- 肯·杜肯（英语：Ken Duken） 飾 羅門·塞利格爾（Roman Seliger）- 凱塔琳娜在寄宿學校時同學
- Natalia Belitski 飾 伊蓮娜·塞利格爾（Elena Seliger）- 凱塔琳娜在寄宿學校時同學，羅門的妻子
- 奧古斯特·迪赫 飾 莫里茲·德弗里斯（Moritz de Vries）- 凱塔琳娜在寄宿學校時同學，巴黎香水商
- Trystan Pütter 飾 湯瑪斯·布奇（Thomas Butsche）- 凱塔琳娜在寄宿學校時同學，妓院老闆
- Marc Hosemann（英语：Marc Hosemann） 飾 贊斯·布萊特施奈德（Jens Brettschneider）- 刑事調查員
- Carlotta von Falkenhayn 飾 艾西（Elsie）- 妓女珍珠（Paula）的女兒
- Susanne Wuest（英语：Susanne Wuest） 飾 呂底亞·蘇漢諾芙（Lydia Suchanow）- 心理醫生
- Thomas Thieme（英语：Thomas Thieme） 飾 寄宿學校校長
- 卡尔·马克维斯 飾 伊蓮娜的父親
- Franziska Brandmeier 飾 年輕時的凱塔琳娜（Katharina）
- Oskar Belton 飾 年輕時的羅門（Roman）
- Valerie Stoll 飾 年輕時的伊蓮娜（Elena）
- Albrecht Felsmann 飾 年輕時的無牙仔（Zahnlos）
- Leon Blaschke 飾 年輕時的莫里茲（Moritz）
- Roxane Duran（英语：Roxane Duran） 飾 Ballerina
- Julius Nitschkoff 飾 年輕時的布奇（Butsche）

## 每集標題
原版劇集的標題是德文。
1. 龍涎香 (Ambra)
2. 糞臭素 (Skatol)
3. 合成 (Synthese)
4. 第三種物質 (Die dritte Substanz)
5. 心臟弦 (Herzakkord)
6. 限制 (Fesselung)